# Municipio de Pearl Lake
El municipio de Pearl Lake (en inglés, Pearl Lake Township) es un municipio del condado de LaMoure, Dakota del Norte, Estados Unidos. Tiene una población estimada, a mediados de 2023, de 80 habitantes.
Abarca una zona exclusivamente rural.

## Geografía
Está ubicado en las coordenadas 46°24′48″N 98°13′23″O / 46.41333, -98.22306 (46.41341, -98.222917). Según la Oficina del Censo, tiene una superficie total de 93.33 km², de los cuales 91.35 km² corresponden a tierra firme y 1.98 km² están cubiertos de agua.

## Demografía
Según el censo de 2020, en ese momento había 73 personas residiendo en la zona. La densidad de población era de 0.80 hab./km². El 97.26 % de los habitantes eran blancos, el 1.37 % era asiático y el 1.37% era de una mezcla de razas. No había hispanos o latinos viviendo en la región.